# تخته (خنج)
تخته (خنج)، روستایی از توابع بخش مرکزی شهرستان خنج در استان فارس ایران است
.شیخ حاج مکی تخته ای، اشکبوس تخته ای و شاعر بزرگ حسینعلی تخته ای مشهور به لقمان از سری افراد مشهور که در این روستا میزیستند می باشند.

## جمعیت
این روستا در دهستان کهنویه قرار دارد و براساس سرشماری مرکز آمار ایران در سال ۱۳۸۵، جمعیت آن ۲۷۷ نفر (۵۸خانوار) بوده‌است.